# Горно Чамурлии
Горно Чамурлии или Горна Чамурла (на румънски: Ceamurlia de Sus, Чамурлия де Сус) е село в Северна Добруджа, Румъния. Селото е част от община Хаманджия (Бая) в Окръг Тулча.

## История
Запазени са сведения за дейността на училищната организация в Добруджа с протокол от 30 юли 1878, където се посочват имената на местни български първенци, натоварени с уреждането на българските училища в Бабадагското окръжие. До 1940 година Горно Чамурлии е с преобладаващо българско население, което се изселва в България по силата на подписаната през септември същата година Крайовска спогодба.